# 撒馬爾罕溝
撒馬爾罕溝是在土星的衛星恩克拉多斯表面上具溝狀的地形之一。這個地點的中心位置在北緯30.5°，西經326.8°，長度大約有383公里。撒馬爾罕溝包括3個部份，它的南部和東部延伸至薩藍迪普低地（Sarandib Planitia）相對的是鄰近它的西側和北側，北部延伸至坑洞的地形。
使用航海家2號的影像，Kargel和Pozio（1996）發現這個地區的北部和南部／或者東部可能有著不同的起源和年齡。圍攏著薩藍迪普低地的部分被描繪成彎曲的"多山的山脊"，相對於低地的高度在1-1.5公里。Kargel和Pozio（1996）認為它們可能是皺褶帶，類似北美洲的阿巴拉契亞山脈。撒馬爾罕溝的北部被發現是包含線性的裂縫，被認為是壓縮的皺褶，撒馬爾罕溝的北部也許實際上是延伸的裂口。基於對撒馬爾罕溝這兩個地區的坑洞計數，Kargel和Pozio（1996）認為裂口比山脊更早形成。
最近由 卡西尼 太空船拍攝的撒馬爾罕溝影像有著比航海家2號更高的解析度。雖然有些土坎出現山形的形狀，在南部和東部有許多平行土坎延伸的特徵被解晰出來。一如Kargel和Pozio（1996）發現的地形學上的特徵，一些地區的陡坡出現明顯的陡坡帶。在撒馬爾罕溝的最東邊，而這些陡坡開始聚合而土坎坡帶消失，形成狹窄的峽谷。北撒馬爾罕溝也被觀察了，這個地區看上去有幾個坑穴疏鬆的散佈著，像是Ahmad和Peri-Banu，看起來撒馬爾罕溝的這一部分似乎曾經被洪水切割過的。
接近撒馬爾罕溝南端結束處，有些直徑在500-750公尺黑暗的斑塊，被觀察到沿著土坎的冠部橫躺著，這些斑點可能是崩潰的坑穴。
撒馬爾罕溝是以阿拉伯之夜這本書中的國家撒馬爾罕命名的。